# Porteña
Porteña es un pueblo del departamento San Justo, provincia de Córdoba, Argentina, en la intersección del paralelo de 31° 02', latitud sur, y del meridiano de 62° 04', longitud oeste.
Está asentada sobre la llanura chaco–pampeana a 106 msnm. Las colonias que integran la zona rural son: Nuevo Piamonte, Gorchs, Ceferina, Palo Labrado y Lavarello. Limita al norte con las Colonias Cotagaita y Seeber; al sur con Freyre, al este con la provincia de Santa Fe y al oeste con las colonias Valtelina y Cotagaita.

## Geografía

### Superficie y población
Tiene la jurisdicción de Porteña, conformada con todas sus colonias, 37.750 ha.
En su epicentro se encuentra la zona urbanizada que cubre 204 manzanas con traza en damero, ocupando unas 268 ha.
Cuenta con 6227 habitantes (Indec, 2022), lo que representa un incremento del 14,3% frente a los 5337 habitantes (Indec, 2010) del censo anterior, producto de la radicación de nuevas industrias y una importante reactivación del sector agro-ganadero.
| Gráfica de evolución demográfica de Porteña entre 1991 y 2022 |
|                                                               |
| Fuente de los Censos Nacionales del INDEC                     |

### Clima
Se caracteriza por tener un clima templado sub–húmedo, y es afectada por los vientos provenientes de los anticiclones del Atlántico Sur y Pacífico Sur (sudestada, pampero y norte). Las precipitaciones coinciden con la época estival y estaciones intermedias, el promedio anual, de acuerdo a los registros de los últimos veinte años (Hemiciclo Húmedo) es de 945 mm.
La temperatura media anual es de 18 °C, con una máxima media de 26 °C y una mínima media de 11 °C, también se registran períodos de heladas que se extienden entre los meses de mayo y septiembre.

### Paisaje
La jurisdicción de Porteña se asienta sobre una cubeta formada por el macizo de Brasilia, de origen precámbrico. Sobre este basamento descendido se depositaron sedimentos del cuaternario aportados por el viento (loess) en períodos secos o por las aguas (limo, arcilla) en períodos húmedos, originando lo que es hoy el sistema espinal, ubicado entre el Gran Chaco y la Pampa Bonaerense. Resulta así una llanura casi perfecta, con pendientes que se miden en centímetros y a través de largas distancias. En esta zona las leves ondulaciones se conocen como Pampa Levantada o Cuesta de Morteros, mientras que hacia el noroeste el área deprimida está ocupada por los bajos que forman la laguna de Mar Chiquita o Ansenuza.
El suelo es el resultado de la meteorización de las rocas y la transformación de la materia orgánica a través de factores que actuaron con menor o mayor intensidad. Es rico en arcilla, limo, cenizas volcánicas y minerales (potasio, fósforo y nitrógeno), óptimo para la explotación forestal

## Comunicación Vial

### Rutas nacionales y provinciales
Porteña está comunicada por vía terrestre a las principales carreteras del país a través de la  Ruta Provincial 1 y la Ruta Nacional 158, a la ciudad de Villa María (Córdoba) hasta la ciudad de  Arrufó, lugar donde se comunica con la Ruta Nacional Nº 34. La RP 1 está construida principalmente en hormigón y en parte con carpeta asfáltica; su estado de conservación es excelente. Por otra parte, hacia el sur provincial la principal vía de comunicación terrestre se encuentra a 50 km, donde, a la altura de la ciudad de San Francisco, empalma con la Ruta Nacional Nº 19, la que une las ciudades capitales de Santa Fe y Córdoba. Además, 18 km al sur de Porteña se encuentra la Ruta Provincial Nº 70 que une la localidad de Freyre con la ciudad de Rafaela (Santa Fe). Hacia el norte, a escasos 11 km, se encuentra el cruce con la Ruta Provincial Nº 17 que une las ciudades de Villa Totoral (Córdoba) y Sunchales (Santa Fe), la que se constituye en una vía alternativa y rápida a la Ruta Nacional Nº 19, hacia la ciudad de Córdoba.

### Caminos municipales
En cuanto al resto de los caminos, la totalidad se encuentra en la zona rural de las colonias pertenecientes a la jurisdicción de Porteña. Los mismos son de tierra natural mejorados y son mantenidos por el Consorcio Caminero, entidad dependiente de la Dirección Provincial de Vialidad. La zona urbana cuenta con la pavimentación de 132 cuadras en hormigón, mientras que el resto lo componen calles de tierra mejoradas, enarenadas y empedradas.

## Transporte urbano, media y larga distancia
Porteña, por sus dimensiones, no cuenta con servicio urbano de transporte. En cuanto al servicio de media distancia el mismo es brindado por la empresa Transporte Morteros que cubre el corredor San Francisco–Morteros. Esta empresa también cuenta con servicios de larga distancia, uno diario a la ciudad de Buenos Aires (pasando por Porteña a las 22.00, con un horario de llegada de las 6.00 a la ciudad Capital Federal) y dos servicios por día a la ciudad de Córdoba, pasando por la localidad a las 4.00 y a las 13.00, respectivamente.

## Historia
Como la mayoría de las localidades de la región, Porteña debe su existencia a la gran inmigración europea de finales del siglo XIX y principios del XX. En la región no existieron asentamientos permanentes de pueblos originarios, por carecer de agua en superficie pero se cree que fue un sitio transitorio de varias etnias del noreste y noroeste de las provincias vecinas. El Cacique Alaykin fue el último señor protector de estas tierras y fue reducido hacia fines del siglo XVIII.
En 1882, Andrés Gorchs adquirió 21.648 ha para colonizar y fundar la estancia "La Porteña", constituyéndose en el primer asentamiento humano de esta región. En ella funcionaron la capilla, la escuela, el hospital y el destacamento policial. Además de la actividad inicial que fue la ganadería, incorporó poco tiempo después las prácticas agrícolas.
Hacia 1886, los señores José y Victor Lavarello y Federico Gutiérrez, adquieren unas 34.000 ha en el sector este que fueron rápidamente parceladas y vendidas a los primeros inmigrantes piamonteses que se radicaron en estos terrenos. A partir de entonces se dedicaron a la agricultura y cada familia constituía una pequeña unidad de producción autónoma.
Porteña fue colonizada y poblada en tiempos distintos y por diferentes propietarios, de ahí que en ambas colonias perduren todavía los nombres de sus fundadores: al oeste Pueblo Gorchs y al este Colonia Lavarello.
El 14 de febrero de 1891, se inauguró la segunda sección del ramal San Francisco-Morteros del ferrocarril Buenos Aires a Rosario, pasando a la vera de ambas colonias, denominando a la estación con el nombre de "Porteña". El trazado de la línea férrea unió a las dos mitades del núcleo urbano en formación, y se constituyó un solo pueblo y centro administrativo.
En 1893 se erigió la capilla San Isidro Labrador, y en el año 1910 fue elevada la rango de parroquia. Mientras que en la zona rural la capilla de San Miguel Arcángel data de 1895, la de Santa Rosa de 1903, la de Nuestra Señora de la Merced de 1819 y la de San Luis Gonzaga de 1953.
Ante el numeroso asentamiento de pobladores en torno a la estación del ferrocarril, fue necesaria la creación de un gobierno local. Entre 1915 y 1925 funcionaron Comisiones Vecinales, pero el 13 de octubre de 1925 se estableció el régimen municipal.
La conformación social de Porteña quedó constituida por inmigrantes del Piamonte en su gran mayoría, y en menor escala por criollos, españoles y otros grupos de ascendencia europea. Estos inmigrantes venían a esta parte de la pampa cordobesa con el deseo de mejorar sus necesidades económicas. Con lo poco que poseían, iban modificando el nuevo entorno geográfico; canchas con pastizales bravíos e isletas con centenarios algarrobos, quebrachos y garabatos. Algunos eran artesanos, otros practicaban algún oficio y muy pocos eran agricultores. Pero la gran mayoría desarrolló sus actividades en la agricultura y un poco más tarde en la ganadería.
En el aspecto sociopolítico y cultural, prevaleció el aporte de la cultura inmigrante, conformándose así la pequeña “Pampa Gringa”, para quedar en el olvido o amalgamadas la de los aborígenes o criollos.
Como consecuencia de esta formación social, Porteña se hermanó en 1998 con Sommariva del Bosco, provincia de Cuneo, región del Piamonte, con el fin de rescatar la herencia y proyectar relaciones culturales y económicas para la formación de una nueva síntesis de identidad cultural.
Busca fuentes: «Porteña» – noticias · libros · académico · imágenes

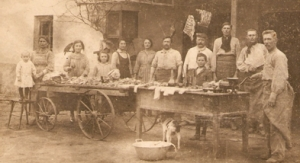
Típica "carneada" familiar

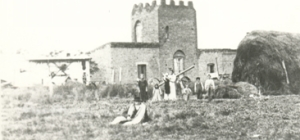
Fuerte Salaün, El Cacique Alaykin

Mariano Alaikyn fue un cacique abipón, dotado de un indómito espíritu de libertad, condujo a un pueblo tenaz. La crueldad atribuida a este pueblo, no respondía a una actitud innata, sino fue el resultado del ciego furor que despertaba en ellos la cultura dominante, genocida y de exterminio de la naturaleza que trajo el hombre blanco.
Alaikyn tenía su hábitat en esa inmensa llanura conocida como “Chaco Chico”, la misma se extendía entre el Río Salado por el este y el Río Dulce por el oeste. Llegaba hasta el sur hasta la Mar Chiquita y abarcaba por consiguiente los actuales departamentos San Cristóbal y parte de 9 de julio (Santa Fe) además del departamento San Justo en nuestra provincia de Córdoba.
El valiente Alaikyn, fue muy querido por los suyos y temible a los españoles. En tiempo de celebrarse las paces entre los abipones y españoles, le correspondió a Alaikyn la custodia de Santiago del Estero y la responsabilidad por los malones que pudieran ocurrir en esa frontera.
Estos pactos entre españoles y abipones fueron cumplidos en parte, puesto que nuestro cacique consideraba que...”Si hacemos las paces generales, los españoles nos considerarán como conquistados y ellos se considerarán conquistadores y ya sabemos que los conquistadores raras veces llegan a amar lo conquistado...” Notable por su candor e intrepidez, el nombre de Alaikyn perduró en el tiempo.

## Festividades
- 11 de febrero: Festividad de Nuestra Señora de Lourdes
- 13 de febrero: Fundación de la localidad
- 13 de mayo: Festividad de Nuestra Señora de Fátima
- 15 de mayo: Festividad del Santo Patrono San Isidro Labrador
- 23 de junio: Vísperas de San Juan
- Febrero/marzo: Semana de la Fiesta Provincial del Carnaval
- Segunda semana de septiembre: Fiesta Provincial del Agro

## Actividad económica
Dadas las características físico-geográficas, la actividad económica predominante de la localidad es la agrícola-ganadera, y debido al caudal que aporta la lechería, Porteña forma parte de una de las cuencas lecheras más importantes del país en este rubro.
Como complemento de aquellas actividades se ha generado un importante desarrollo industrial, caracterizado principalmente por el sector de la agroindustria (fabricación de maquinarias agrícolas e implementos afines) y de la elaboración de productos lácteos.
Según lo expresado precedentemente, Porteña tienen jurisdicción sobre 42.000 hectáreas, de las cuales aproximadamente 32.750 ha se destinan a la agricultura, tierras éstas que están trabajadas por 144 productores. La superficie productiva de la colonia no cubierta por la agricultura se destina a la ganadería. Hay que destacar también la importante producción de miel de abejas, aunque la actividad se encuentra aún subexplotada.
Existe también un importante desarrollo en el sector de la pequeña y mediana empresa donde se destacan rubros como carpinterías y mueblerías, fábricas de ropa, calzado, chacinados, heladerías, panaderías y confiterías.
La actividad comercial de Porteña tiene directa relación con el medio productivo. Uno de los rubros más importantes a destacar es el de la venta de implementos agrícolas, dado que en la localidad existen siete comercios dedicados a dicho rubro. Por lo demás la actividad comercial se concentra en supermercados, tiendas, almacenes, talleres y en mayor cantidad los comercios dedicados a la prestación de servicios: estaciones de servicios, bares, comedores, gimnasios, centros telefónicos, librerías, etc.
Como instituciones rectoras de estas actividades se encuentran la Cooperativa Ganadera, Agrícola y de Consumo de Porteña Limitada, la Cooperativa Tamberos Unidos de Porteña Limitada (perteneciente, como cooperativa primaria, a la Empresa SanCor Cooperativas Unidas Limitadas), el Centro Comercial Industrial y de la Propiedad de Porteña y, como prestadora de los servicios de energía y telefonía, la Cooperativa de Servicios Públicos de Porteña Limitada. A ello se suman dos Bancos (uno oficial y uno privado) y dos mutuales financieras: Asociación Mutual del Centro Comercial, Industrial y de la Propiedad y la Mutual de Porteña Asociación Cultural y Deportiva.

### Agricultura
Porteña tiene una jurisdicción de 32.750 ha, de las cuales entre 16.000 a 18.000 se usan exclusivamente para agricultura. El resto se destina a la producción láctea y a la cría de ganado.

### Cereales
- Maíz: sup. de siembra aproximada: 5.000 ha, rendimientos promedios: 5.000 kg/ha
- Trigo: sup. de siembra aproximada: 8.000 ha, rendimientos promedios: 2.400 kg/ha
- Sorgo: sup. de siembra aproximada: 3.000 ha, rendimientos promedios: 5.000 kg/ha

La principal oleaginosa cultivada es la Soja. En esta zona se siembran aproximadamente 11.000 ha y se obtienen rendimientos promedios de 2.400 kg/ha. También se cultiva Girasol, pero en menor escala (500 ha con rindes promedios de 2.200 kg/ha).
Por otro lado, parte de la superficie antes mencionada esta cubierta con praderas perennes, más precisamente alfalfa, o se utiliza para verdeos, avena en invierno y sorgo forrajero en época estival. Parte del producido de maíz y sorgo se utiliza para ensilar y para obtener grano, además ambos cereales constituyen un importante suplemento en la dieta animal.
Además de ello, parte de la superficie de siembra se destina también al cultivo de moha, pasto este que se utiliza para hacer reserva de forraje para la época invernal junto con el excedente de alfalfa.

### Huertas comunitarias
Desde 1994 se viene realizando el Proyecto Pro – Huerta, destinado al desarrollo de actividades para el autosostenimiento de familias de escasos recursos económicos. El mismo cuenta con el apoyo del INTA – Centro Regional Córdoba el que brinda apoyo técnico al Proyecto. En la actualidad existen en Porteña 92 huertas familiares, dos huertas escolares (pertenecientes al Instituto Nuestra Señora de Lourdes y a la Escuela Fiscal 9 de Julio, respectivamente) y una comunitaria.
El destino de la producción es principalmente para consumo familiar, aunque en algunos casos, como es el de la huerta comunitaria, las escolares y aquellas de mayor superficie, parte del producido se utiliza para la comercialización.

### Ganadería
La superficie productiva de la colonia no cubierta por la agricultura se destina a la ganadería. La existencia de bovinos a junio de 2002 era de 62.988 cabezas, los que se discriminan de la siguiente manera, El 95 % de estos animales son de raza Holando – argentino.
Existe además la crianza de otras especies, como porcinos y caprinos, aunque la misma se realiza en forma particular y para consumo familiar.

### Apicultura
Porteña cuenta con una vasta zona de praderas para la producción de miel de abejas, aunque la misma se encuentra aun sub – explotada. A pesar de ello, actualmente existen cinco productores en nuestro medio que realizan una cosecha anual promedio de 500 tambores, es decir, alrededor de 185 t

### Industria y comercio
En cuanto a la industria mecánica, existen en la localidad empresas dedicadas a la fabricación de maquinarias agrícolas e implementos afines, tales como acoplados forrajeros, mixer, rastrillos laterales, palas frontales, elevadores de rollos, acoplados y tanques, silos, galpones, tinglados, palas frontales, etc.
En el sector de la industria láctea se encuentran en la localidad empresas dedicadas a la fabricación de productos lácteos tales como: quesos, yogur, crema, queso rallado y dulce de leche.
El sector de mayor desarrollo en la comunidad de los últimos años ha sido el de la pequeña y mediana empresa. En este sentido podemos mencionar el surgimiento de microemprendimientos en rubros como calzado deportivo, fábrica de zapatos, fábrica de productos de copetín, establecimiento de lombricultura y apicultura, taller de costura, panaderías y confiterías, heladerías, etc.
La actividad comercial de Porteña tiene directa relación con las necesidades de la población. Uno de los rubros más importantes a destacar es el de la venta de implementos agrícolas, dado que en la localidad existen varios comercios dedicados a dicho rubro, los que están ubicados en los primeros puestos de ventas de la región. Por lo demás, la actividad comercial se reduce a supermercados, tiendas, almacenes, talleres y en mayor cantidad los comercios dedicados a la prestación de servicios: estaciones de servicio, bares, panaderías y confiterías, comedores, heladerías, gimnasios, centros telefónicos, librerías, farmacias, etc.
En el año 2002, se instala en Porteña, en la zona rural a la vera de la RP1, a unos 10 km, la empresa dinamarquesa ARLA. En asociación con la local SanCor, crearon Arla Foods Ingredients S.A. empresa dedicada a la elaboración de proteínas y derivados del suero resultante en la producción de productos lácteos de la empresa SanCor. Esta fabrica fue inaugurada por el entonces Presidente de la Nación Eduardo Duhalde.
En el año 2009 duplica su capacidad operativa con más de 100 millones de dólares de inversión, lo que representa un importante logro para la región y el país, la cual inauguró la presidenta de la Nación Cristina Fernández de Kirchner.
Por último, toda la actividad comercial de la localidad está regida por el Centro Comercial, Industrial y de la Propiedad de Porteña, el que cuenta actualmente con unos 100 socios.

## Salud
En la localidad funcionan dos centros privados de atención de salud y el Dispensario Médico Municipal con una amplia cobertura en especialidades médicas, entre las que se destacan medicina general, enfermería, pediatría, psicología, pedagogía, odontología, ginecología, kinesiología, fonoaudiología y podología. Hay especialistas en nutrición, traumatólogos, dentistas y un importante número de farmacias.
En lo que respecta a ambiente, desde 1997 se implementa un sistema de recolección diferenciada de residuos, se dispone de una Planta Seleccionadora-Recuperadora y se está desarrollando un Plan de Forestación Urbana, denominado Proyecto Verde.

## Educación
En Porteña funcionan tres colegios secundarios -Inst. Bernardino Rivadavia, Inst. Ntra. Sra. de Lourdes y la escuela experimental  con énfasis en TIC PRoA-; dos Escuelas Primarias y de Nivel Inicial -Escuela 9 de Julio y Escuela Ntra. Sra. de Lourdes- y los niveles secundario y primario para adultos. También desarrolla actividades el Centro de Desarrollo Regional (CEDER) que realiza cursos de capacitación y formación en oficios y manualidades.
La mayor actividad cultural se realiza a través de la Dirección Municipal de Cultura, aunque existen otras Instituciones -como la Agrupación Gaucha "Fortín Ranchos" y la Agrupación de Artesanos- que realizan su aporte en tal sentido. Además funciona la Biblioteca Popular Alfonsina Storni, el Museo Municipal y el Centro Municipal de Estudios Históricos y Archivo Municipal.
En la faz deportiva se desarrollan distintas disciplinas como fútbol, básquetbol, tenis, paddle, bochas, voleibol, karate-do, natación, ciclismo y ajedrez, participando en las diferentes ligas regionales de cada una de ellas. Existen dos clubes: Porteña Asociación Cultural y Deportiva, y Club Atlético Andrés Gorchs; dos clubes bochófilos: Porteña Bochas Club y Club Bochófilo San Isidro, además de funcionar en la localidad la Asociación de Bochas de Porteña que nuclea a los clubes de este deporte en la región. Las actividades deportivas se complementan con las realizadas por la Dirección Municipal de Deporte y Recreación

## Instituciones
En la localidad desarrollan actividades sociales de envergadura el Grupo Scouts Nº 373 San Isidro, la Asociación de Bomberos Voluntarios de Porteña, LALCEC Filial Porteña, Club de Abuelos, P.A.M.I. Delegación Porteña, Juzgado de Paz y Registro Nacional del Automotor.
En lo que respecta a la faz social a nivel municipal, además de las acciones desarrolladas por la Dirección de Salud y Acción Social, actúan en la localidad el Centro de Apoyo al Menor y la Familia "Int. Serafín Asteggiano", el Gabinete Psicopedagógico y Apoyo Escolar Municipal y dos comedores P.A.I.COR.
En lo que respecta a medios de comunicación existen dos radios: FM LIBERTAD 99.7 y FM IMPACTO 98.7, un canal de televisión por cable: Porteña Televisora Color (Canal 2), con programación digital y HD, y tres medios gráficos "El Labrador" (Periódico mensual de la Parroquia San Isidro Labrador), "Abrojo" (Cuaderno trimestral de Cultura del Centro Municipal de Estudios Históricos) y "La Tinta" Economía & Sociedad (Revista bimestral).

## Lugares de interés
Casa del Fundador Gorchs
Ubicación: L. N. Alem esq. San Luis
El solar que ocupa la casa y el galpón fueron construidos por el señor Andrés Gorchs y su esposa doña Ceferina Cascallares hacia el año 1890, como vivienda, sede administrativa y depósito dc cereales de la Colonia Gorchs. La arquitectura es de estilo clásico tardío, con algunos detalles del neoclásico que le otorga al conjunto un carácter sobrio predominando la línea horizontal.
Parroquia San Isidro Labrador
Ubicación: San Martín esq. Camilo Bergero
El 1 de octubre de 1893 fue bendecida la piedra fundamental de la Capilla San Isidro Labrador y en 1910 fue elevada al rango de parroquia bajo la misma advocación.
No tiene un estilo definido, pero su arquitectura ecléctica le confiere un aspecto que exalta la verticalidad. Consta de atrio con arcos de medio punto y torre campanario de unos 30 metros de altura. La nave es de planta rectangular con ábside, tiene techo de zinc a dos aguas con cielorraso en bóveda de cañón corrido de machimbre. De su ornamentación interior sólo se conserva original el coro y la escalera caracol, el resto sufrió diversas modificaciones y reformas. En el costado derecho del templo se encuentra la Gruta Nuestra Señora de Lourdes inaugurada el 31 de diciembre de 1950.
Iglesia Nuestra Señora de Fátima
La Capilla (actualmente Iglesia) está ubicada en Barrio Córdoba. Fue inaugurada el 15 de mayo de 1986. La imagen de Nuestra Señora de Fátima que se entronizó, data del año 1951.
Ex Estación del Ferrocarril
Fue construida por el señor Pedro Faustinelli e inaugurada el 14 de febrero de 1891. El estilo es inglés de ladrillo visto, tiene techo a dos aguas de tejas y cielorraso de madera. Hasta el año 1990 funcionó como estación y vivienda del jefe, y en 1993 el edificio y sus anexos fueron declarado de interés histórico municipal y se instaló el Centro Municipal de Estudios Históricos, Archivo y Museo de la comunidad de Porteña.
Museo Municipal de Porteña
Horario: Lunes a Domingos de 08:00 a 12:00 y de 15:00 a 19:00.
Tel. 03564-450303
Ubicado en las instalaciones de la ex estación del ferrocarril. Posee una variada colección de piezas que hacen referencia a la colonización y costumbres de la zona: maquinarias de labranza y oficios, utensilios varios, indumentaria, mobiliario, armas blancas y de fuego, fotografías y documentos. Tiene biblioteca, videoteca y Archivo Histórico.
Plaza José María Paz
Proyectada hacia 1892 como un espacio verde con distintas especies arbóreas. Fue remodelada hacia el año 1930 por iniciativa del Intendente Cristóbal Pita. Se desconoce el autor del diseño pero el estilo paisajístico que le imprimió, imita la traza de los parques renacentista y se caracteriza por ser única en su tipo en toda a región. Posee cuatro avenidas oblicuas con pérgolas que convergen al centro de la misma donde se emplazó un kiosco y mástil, y desde allí, se observa todo cl conjunto. El perímetro de la manzana está rodeado de frondosos jacarandás y en su interior hay distintas especies vegetales. En el extremo Noroeste se halla el monumento a Sarmiento y en el extremo Sureste el monumento a la Madre. En el año 1942, como recuerdo de la celebración del Cincuentenario de Porteña, se erigió en el extremo Sudoeste, el Monumento al Sembrador, obra del escultor y artista plástico Miguel Pablo Borgarello, realizada en piedra tallada sobre base de cemento.
Plaza Don Andrés Gorchs:
Construida en la década de 1960, su diseño es una copia fiel de la Plaza José María Paz. Posee un kiosco y mástil en el centro y está ubicada en el sector Oeste de la planta urbana.
Monumento al Centenario
En el acceso Sur de la localidad, frente a la Av. S. Daniele, se encuentra el Monumento al Centenario construido en el año 1992 con la colaboración de profesionales y público en general en memoria de los cien años de la fundación de Porteña.
Monumento al Hermanamiento.
Obra del escultor Oscar Bolaños, conmemora el Hermanamiento con Sommariva del Bosco realizado en el año 1998. Representa las características históricas - edilicias de las comunidades hermanadas. Está emplazado en cl acceso Este de la localidad, sobre la Av. S. Daniele.
Parque Autóctono "Cacique Alaykin"
Ubicado en el acceso Sur de la localidad, fue creado en el año 2000 y tiene una superficie aproximada de 1000 metros cuadrados forestadas con especies de la flora autóctona.
Isleta (bosquecillo) "Los algarrobos"
Ubicado en el sector noroeste o Pueblo Gorchs de la localidad, con 500 m² de reserva forestal, en la que predomina el algarrobo, se encuentra en la zona urbana y se originó en forma natural.
Capillas rurales:
Existen en los alrededores cuatro capillas rurales, construidas por particulares, que pueden ser visitadas.
Capilla San Miguel Arcángel
Celebración: 29 de septiembre
Ubicada a 8 km al este de la localidad, fue erigida hacia el año 1893 como oratorio en honor a San Alfredo por la familia Gilli. En 1895, los terrenos fueron adquiridos por la Familia Curto quienes construyeron en el mismo lugar, una capilla bajo la advocación de San Miguel Arcángel.
Capilla Santa Rosa de Lima
Celebración: 30 de agosto
Ubicada en Colonia Santa Rosa, 11 km al este de Porteña. Fue construida por Valentino Sandrone y su esposa Rosa Sartoris probablemente hacia el año 1897, en 1953 con motivo del cincuentenario de la fundación, se decidió su ampliación. Por algunos años sirvió de aula de la Escuela Fiscal Santa Rosa (hoy Escuela Luis Pasteur) hasta tener ésta su edificio propio.
Capilla Nuestra Señora de la Merced.
Celebración: 24 de septiembre
Ubicada 7 km al sur de Porteña. Sus fundadoras fueron Luisa Carioni de Asteggiano y Ludovica Asteggiano de Tomattis. Fue bendecida el 24 de septiembre de 1919 por el Padre salesiano José Sotocassa.
Capilla San Luis Gonzaga
Celebración: 21 de junio
Ubicada 11 km al oeste de Porteña. Construida por don Lorenzo Bianchotti, fue inaugurada el 21 de junio de 1953 por el padre Lorenzo Mensa. En la actualidad el edificio se halla en ruinas.

## Gastronomía y Artesanías
La gastronomía local se caracteriza por mantener las diferentes expresiones culturales de la inmigración europea. Así, los italianos aportaron las pastas en todas sus variedades, los dulces caseros y conservas. Los españoles las frituras y guisados. Y la cocina criolla a través del asado, locro, empanadas y arrope.
Las artesanías típicas de la zona se concentran en las labores femeninas como bordados y tejidos de tradición europea. También se destaca los trabajos en tientos y cueros, mimbrería, tallado en madera, cerámica y la forja del hierro.

## Cultura, recreación y deporte
Desde la Casa de la Cultura “Jorge Poggio”, sede de la dirección Municipal de Cultura y el Departamento Municipal de Deporte y Recreación, se generan distintas actividades que tienden a la promoción física y espiritual de niños, adolescentes y adultos de la comunidad.
En el aspecto cultural, diversas disciplinas se practican con la modalidad de Taller en: teatro, plástica, literatura, coro infanto-juvenil, banda juvenil, danzas nativas y coro polifónico. Por otra parte, el Centro de Estudios Históricos y Archivo, planifican distintas actividades con el objetivo de rescatar y difundir la historia chica; y el museo, con sus periódicas muestras, trata de recrear costumbres y dar a conocer a distintos artistas de la región y de revalorizar el hecho cultural. Además existen en esta localidad escuelas privadas de danzas clásicas y nativas, manualidades, guitarra y piano.
A finales de agosto, se realiza en Porteña el Festival Internacional Decires, Contares y Cantares, espectáculo cultural con narradores provenientes de todo el mundo, murgas, juegos y poesía. Fueron declarados de interés regional por los municipios integrantes del EREM NEC, de interés provincial por la Legislatura de la provincia de Córdoba y de interés nacional por la Secretaría General de la Presidencia de la Nación.
En lo deportivo y recreativo, se desarrollan distintas disciplinas deportivas como fútbol, baloncesto, tenis, paddle, bochas, voleibol  y ajedrez, participando en las diferentes ligas regionales de cada una de estas. Además de ello, a través del Departamento Municipal de Deportes y Recreación se organizan diferentes actividades destinadas a toda la población como caminatas, gimnasia rítmica, búsquedas del tesoro, etc.
En la localidad podemos encontrar a Porteña Asociación Cultural y Deportiva, entidad de deporte y cultura. Posee varias disciplinas en la actualidad:
- Básquet
- Fútbol
- Gimnasia Artística
- Tenis
- Padel
- Vóley
- Karate
- Maratón
- Casín

También se encuentra el Club Andrés Gorchs, participando en fútbol en la liga morterense y la Asociación Italiana con su equipo de patinaje competitivo.
Por último en la época estival, el complejo polideportivo “Domingo Tácite” se torna en un balneario por excelencia para el descanso, esparcimiento y la práctica de la natación. Aparte tiene muchos nadadores clasificando a provinciales realizados en la Ciudad de Córdoba.
El predio municipal cuenta también con una histórica pista de atletismo, provista de tribunas y que comparte vestuarios con natatorio; en el interior del óvalo se montó una cancha de rugby. Práctica que cuenta con muchas familias adherentes, de variado rango de edad, y comprometidas con los valores de la actividad. 

## Porteñenses reconocidos
- Marcelo Barovero fútbol
- Damian Akerman fútbol..
- Daniel Primo fútbol
- Diego Fraire fútbol
- Gabriel Gudiño fútbol
- Daniel Giacomino Política
- Diego Righetti básquet
- Jorge Pautasso básquet
- Carlos Franco † karate
- Germán Sogno karate
- Sebastián Canello paddle

- Marcos Bainotti - Músico y compositor de cuarteto.
- Heraldo Bosio (El Maestro H.B.) Músico de cuarteto.

## Hermanamientos
El hermanamiento de nuestra localidad, se entiende como una actividad de fuerte sentido social y cultural que permitió establecer importantes vínculos con Sommariva del Bosco y su región, logrando beneficios en los aspectos humanos, socioculturales, económicos y comerciales.
- Sommariva del Bosco, Italia (1998)

## Parroquias de la Iglesia católica en Porteña
| Diócesis  | San Francisco       |
| --------- | ------------------- |
| Parroquia | San Isidro Labrador |